# Cosenza Calcio 2000-2001
Questa voce raccoglie i dati riguardanti il Cosenza Calcio nelle competizioni ufficiali della stagione 2000-2001.

## Stagione
Nella stagione 2000-2001 il Cosenza disputa il campionato di Serie B, con 60 punti si piazza in ottava posizione. Allenata dal confermato Bortolo Mutti la squadra rossoblù disputa un buon girone di andata, chiuso in quinta posizione con 32 punti, a tre lunghezze dalla vetta. Il girone di ritorno inizia nel modo migliore, a metà febbraio è seconda con 42 punti, dietro il solo Chievo, poi alla lunga cede alcune posizioni, non riuscendo a restare aggrappata al treno promozione. Chiudendo il torneo con un onorevole ottavo posto.
Nella Coppa Italia il Cosenza vince la fase a gironi del turno preliminare, superando il Genoa, l'Ancona e il Pisa; poi nel secondo turno a eliminazione diretta viene superato nel doppio confronto dal Lecce.
Tre gli attaccanti cosentini che si sono messi in evidenza, raggiungendo la doppia cifra di 10 reti ciascuno in questa stagione, si tratta di Gianluca Savoldi e Riccardo Zampagna tutte le reti firmate in campionato, mentre Giovanni Pisano ne realizza 2 in Coppa Italia e 8 in campionato.

## Rosa
| N. |                      | Ruolo | Calciatore             |
| -- | -------------------- | ----- | ---------------------- |
| 1  | Italia (bandiera)    | P     | Francesco Ripa         |
| 2  | Italia (bandiera)    | D     | Marco Colle            |
| 3  | Italia (bandiera)    | D     | Stefano De Angelis     |
| 4  | Italia (bandiera)    | C     | Aladino Valoti         |
| 5  | Italia (bandiera)    | C     | Luca Altomare          |
| 6  | Italia (bandiera)    | C     | Vincenzo Riccio        |
| 6  | Italia (bandiera)    | A     | Gianluigi Lentini      |
| 7  | Italia (bandiera)    | C     | Carmelo Imbriani       |
| 8  | Italia (bandiera)    | C     | Stefano Gioacchini     |
| 9  | Italia (bandiera)    | A     | Giovanni Pisano        |
| 10 | Italia (bandiera)    | A     | Francesco De Francesco |
| 11 | Italia (bandiera)    | A     | Tomaso Tatti           |
| 11 | Italia (bandiera)    | A     | Riccardo Zampagna      |
| 12 | Italia (bandiera)    | P     | Alessandro Occhiuzzi   |
| 13 | Italia (bandiera)    | D     | Cristian Silvestri     |
| 14 | Francia (bandiera)   | D     | Arnauld Mercier        |
| 15 | Argentina (bandiera) | C     | Carlos Aurellio        |
| 16 | Italia (bandiera)    | D     | Alfonso Caruso         |
| 16 | Italia (bandiera)    | C     | Pasquale Rocca         |

| N.  |                     | Ruolo | Calciatore              |
| --- | ------------------- | ----- | ----------------------- |
| 17  | Italia (bandiera)   | D     | Aniello Parisi          |
| 18  | Italia (bandiera)   | D     | Cristiano Pavone        |
| 19  | Italia (bandiera)   | D     | Fabio Di Sole           |
| 20  | Italia (bandiera)   | D     | Manuele Guzzo           |
| 20  | Italia (bandiera)   | C     | Marco Giandebiaggi      |
| 21  | Italia (bandiera)   | A     | Gianluca Savoldi        |
| 22  | Italia (bandiera)   | P     | Armando Pantanelli      |
| 23  | Italia (bandiera)   | A     | Massimiliano Varricchio |
| 23  | Italia (bandiera)   | C     | Pietro Strada           |
| 24  | Italia (bandiera)   | C     | Adriano Fiore           |
| 25  | Bulgaria (bandiera) | A     | Petar Zhabov            |
| 26  | Italia (bandiera)   | A     | Massimo Perna           |
| 27  | Italia (bandiera)   | C     | Pasquale Apa            |
| 28  | Italia (bandiera)   | D     | Giovanni Paschetta      |
| 29' | Italia (bandiera)   | D     | Francesco Modesto       |
| 30  | Italia (bandiera)   | C     | Francesco Paonessa      |
| 31  | Italia (bandiera)   | C     | Andrea Musacco          |
| 90  | Italia (bandiera)   | A     | Stefano Guidoni         |

## Risultati

### Serie B

#### Girone di andata
| Arbitro: | Pirrone (Messina) |

|             |           |  |
| Savoldi 14’ | Marcatori |  |

| Arbitro: | Rosetti (Torino) |

|                        |           |  |
| Caccia 25’, 30’ (rig.) | Marcatori |  |

| Arbitro: | Serena (Bassano del Grappa) |

|                              |           |  |
| Apa 1’, 81’ Pisano 9’ (rig.) | Marcatori |  |

| Arbitro: | Bonfrisco (Monza) |

|                             |           |                  |
| Bettarini 10’ Di Napoli 37’ | Marcatori | 12’, 32’ Savoldi |

| Arbitro: | Soffritti (Ferrara) |

|            |           |  |
| Pavone 56’ | Marcatori |  |

| Arbitro: | Bonfrisco (Monza) |

|                                  |           |                          |
| Apa 43’ Pisano 48’ Paschetta 90’ | Marcatori | 81’ De Palma 84’ Corallo |

| Arbitro: | Messina (Bergamo) |

|  |           |            |
|  | Marcatori | 38’ Pisano |

| Arbitro: | De Santis (Tivoli) |

|                                         |           |             |
| Pisano 3’ (rig.) Pavone 34’ Savoldi 85’ | Marcatori | 54’ Arcadio |

| Arbitro: | Castellani (Verona) |

|                      |           |              |
| Nicola 3’ Grieco 25’ | Marcatori | 60’ Aurellio |

| Arbitro: | Pieri (Genova) |

|                   |           |  |
| Pisano 70’ (rig.) | Marcatori |  |

| Arbitro: | Nucini (Bergamo) |

|                 |           |            |
| F.J. Modesto 7’ | Marcatori | 2’ Savoldi |

| Arbitro: | Tombolini (Ancona) |

|                |           |  |
| Zampagna 90+1’ | Marcatori |  |

| Arbitro: | Fausti (Milano) |

|             |           |              |
| Morante 59’ | Marcatori | 75’ Zampagna |

| Arbitro: | Pieri (Genova) |

|            |           |                                       |
| Pisano 14’ | Marcatori | 54’ (rig.) Corini 83’ D. Franceschini |

| Arbitro: | Treossi (Forlì) |

|              |           |  |
| Marcolin 12’ | Marcatori |  |

| Cosenza 17 dicembre 2000 16ª giornata | Cosenza                     | 0 – 0 | Ternana | Stadio San Vito\| Arbitro: \| Serena (Bassano del Grappa) \| |
| Arbitro:                              | Serena (Bassano del Grappa) |       |         |                                                              |

| Arbitro: | Nucini (Bergamo) |

|             |           |              |
| Amerini 70’ | Marcatori | 49’ Zampagna |

| Arbitro: | Bertini (Arezzo) |

|  |           |                          |
|  | Marcatori | 5’ Schwoch 90+2’ Maspero |

| Arbitro: | Zaltron (Bassano del Grappa) |

|  |           |              |
|  | Marcatori | 57’ Zampagna |

#### Girone di ritorno
| Pescara 28 gennaio 2001 20ª giornata | Pescara              | 0 – 0 | Cosenza | Stadio Adriatico\| Arbitro: \| Gabriele (Frosinone) \| |
| Arbitro:                             | Gabriele (Frosinone) |       |         |                                                        |

| Arbitro: | Rosetti (Torino) |

|                              |           |                     |
| Giandebiaggi 8’ Zampagna 47’ | Marcatori | 90+3’ (rig.) Caccia |

| Arbitro: | Tombolini (Ancona) |

|              |           |                         |
| Deflorio 19’ | Marcatori | 12’ Zampagna 63’ Pavone |

| Arbitro: | Collina (Viareggio) |

|                  |           |  |
| Giandebiaggi 60’ | Marcatori |  |

| Arbitro: | Dondarini (Finale Emilia) |

|                                        |           |                                 |
| Zanini 34’ Natali 40’ Ganci 87’, 90+3’ | Marcatori | 10’ Savoldi 58’ (rig.) Zampagna |

| Arbitro: | Gabriele (Frosinone) |

|                                           |           |              |
| M. Vieri 8’ Parente 63’ (rig.) Albino 80’ | Marcatori | 47’ Zampagna |

| Arbitro: | Cassarà (Palermo) |

|             |           |               |
| Guidoni 71’ | Marcatori | 11’ Banchelli |

| Arbitro: | Morganti (Ascoli Piceno) |

|                 |           |  |
| Sciaccaluga 73’ | Marcatori |  |

| Arbitro: | Bolognino (Milano) |

|             |           |  |
| Guidoni 58’ | Marcatori |  |

| Arbitro: | Pieri (Genova) |

|  |           |              |
|  | Marcatori | 59’ Zampagna |

| Arbitro: | Zaltron (Bassano del Grappa) |

|            |           |                             |
| Strada 48’ | Marcatori | 22’ Capone 65’, 90+1’ Suazo |

| Arbitro: | Gabriele (Frosinone) |

|  |           |             |
|  | Marcatori | 16’ Guidoni |

| Arbitro: | Pieri (Genova) |

|                                                |           |                       |
| Zampagna 45+2’ (rig.) Parisi 49’ Lentini 90+2’ | Marcatori | 22’ Smanio 60’ Rocchi |

| Arbitro: | Cesari (Genova) |

|                              |           |              |
| Manfredini 80’ De Cesare 85’ | Marcatori | 76’ A. Fiore |

| Arbitro: | Messina (Bergamo) |

|                                                     |           |                                                   |
| De Francesco 5’ Savoldi 33’ (rig.), 58’ Guidoni 73’ | Marcatori | 31’, 66’ Flachi 69’ Possanzini 76’ (aut.) Mercier |

| Arbitro: | Gabriele (Frosinone) |

|               |           |             |
| Miccoli 45+1’ | Marcatori | 69’ Savoldi |

| Arbitro: | Soffritti (Ferrara) |

|            |           |                                            |
| Guidoni 4’ | Marcatori | 24’ (rig.), 56’ (rig.) Baiano 68’ Bellotto |

| Arbitro: | Trefoloni (Siena) |

|                         |           |            |
| Maspero 56’ Peralta 78’ | Marcatori | 83’ Pisano |

| Arbitro: | Cassarà (Palermo) |

|                                    |           |             |
| Pisano 10’ Savoldi 87’ Musacco 89’ | Marcatori | 71’ Paquito |

### Coppa Italia

#### Primo turno
| Pisa 13 agosto 2000, ore 20:45 1ª giornata | Pisa           | 0 – 0 | Cosenza | Stadio Arena Garibaldi\| Arbitro: \| Pieri (Genova) \| |
| Arbitro:                                   | Pieri (Genova) |       |         |                                                        |

| Arbitro: | Pirrone (Messina) |

|                         |           |  |
| Aurellio 21’ Pisano 55’ | Marcatori |  |

| Arbitro: | Soffritti (Ferrara) |

|  |           |            |
|  | Marcatori | 80’ Pisano |

#### Secondo turno
| Arbitro: | Bolognino (Milano) |

|  |           |                   |
|  | Marcatori | 22’, 68’ Vugrinec |

| Arbitro: | Gabriele (Frosinone) |

|                  |           |              |
| C. Lucarelli 38’ | Marcatori | 67’ Imbriani |